# Federació Andorrana d’Atletisme
Federació Andorrana d'Atletisme – narodowa federacja lekkoatletyczna z Andory. Siedziba znajduje się w Andorra la Vella.